# Burn Your Playhouse Down - The Unreleased Duets
Albums de George Jones & Divers
Kicking Out the Footlights...Again 
(2006) –
Burn Your Playhouse Down - The Unreleased Duets est un album de l'artiste américain de musique country George Jones, composé de duos avec divers artistes invités. Cet album est sorti le 19 août 2008 sur le label Bandit Records. Cet album est constitué de duos jamais publiés auparavant, comprenant entre autres des duos enregistrés en 1994 pour l'album The Bradley Barn Sessions.

## Liste des pistes
Les douze pistes de cet album sont :
| No  | Titre                                            | Auteur                                      | Durée |
| --- | ------------------------------------------------ | ------------------------------------------- | ----- |
| 1.  | You and Me and Time avec Georgette Jones         | Mark McGuinn, Don Pfrimmer, Georgette Jones | 4:53  |
| 2.  | The Window Up Above avec Leon Russell            | George Jones                                | 3:22  |
| 3.  | She Once Lived Here avec Ricky Skaggs            | Autry Inman                                 | 3:03  |
| 4.  | Rockin' Years avec Dolly Parton                  | Floyd Parton                                | 3:22  |
| 5.  | Burn Your Playouse Down avec Keith Richards      | Lester Blackwell                            | 2:53  |
| 6.  | Selfisness in Men avec Vince Gill                | Leon Payne                                  | 3:37  |
| 7.  | Tavern Choir avec Jim Lauderdale                 | Doodle Owens, Dennis Knutson                | 3:04  |
| 8.  | I Always Get It Right with You avec Shelby Lynne | Joe Allen, Charlie Williams                 | 3:41  |
| 9.  | When The Grass Grows Over Me avec Mark Chesnutt  | Don Chapel                                  | 3:46  |
| 10. | I Always Get Lucky with You avec Mark Knopfler   | Gary Church, Freddy Powers, Tex Whitson     | 3:14  |
| 11. | You're Still on My Mind avec Marty Stuart        | Luke McDaniel                               | 3:04  |
| 12. | Lovin' You, Lovin' Me avec Tammy Wynette         | Sonny Throckmorton                          | 3:04  |

## Positions dans les charts

### Album
| Chart (2008)                      | Positions |
| --------------------------------- | --------- |
| U.S. Billboard Top Country Albums | 15        |
| U.S. Billboard 200                | 79        |